# 金沢西バイパス

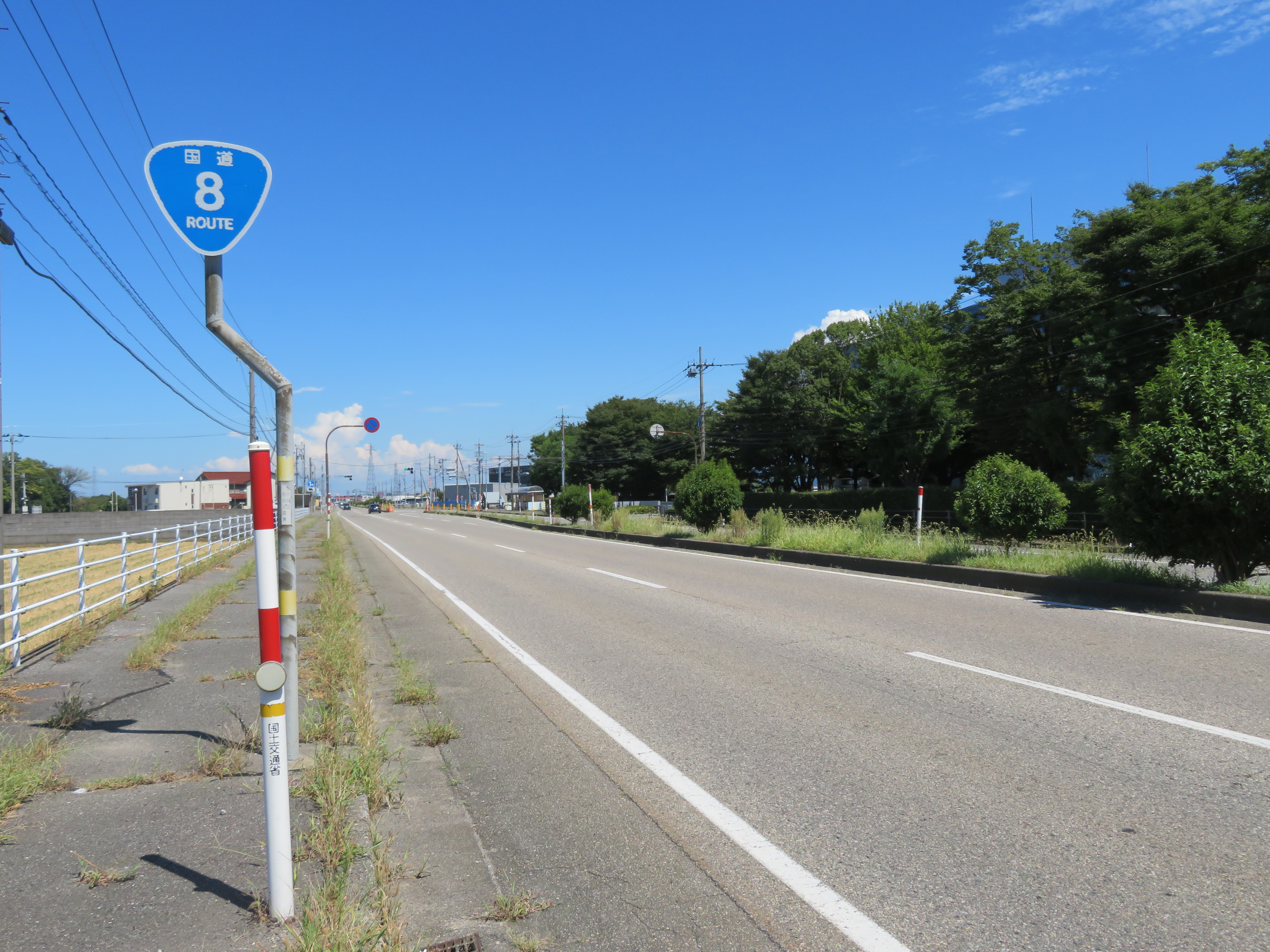
石川県白山市下柏野町付近

金沢西バイパス（かなざわにしバイパス）は、石川県白山市福留町（ふくどめまち）から同県能美市大長野町に至る国道8号（重複：国道305号）のバイパス道路である。
白山市福留町 - 朝日IC間が平面交差、朝日IC - 大長野IC間が完全立体交差となっている。

## 概要
- 起点：石川県白山市福留町
- 終点：石川県能美市大長野町[1]
- 路線延長：8.6 km
- 設計速度：80km/h
- 車線数：4車線（片側2車線）
- 道路規格：第3種1級
- 総事業費：230億円
- 管理者：国土交通省北陸地方整備局金沢河川国道事務所

## 歴史
- 1970年（昭和45年） - 金沢西バイパス事業化[2][3]。
- 1972年（昭和47年） - 金沢西バイパス建設着工[3][4]
- 1975年（昭和50年）12月 - 松任市（現在の白山市、以下同じ）福留町 - 同市水島町間が供用開始（暫定2車線）[5]。
- 1977年（昭和52年）8月 - 松任市水島町 - 能美郡川北村（現在の川北町、以下同じ）橘間が供用開始（暫定2車線）[5]。
- 1978年（昭和53年）12月15日 - 能美郡川北村橘 - 粟生IC（能美郡根上町赤井町[5]・寺井町粟生、いずれも当時）間が供用開始（暫定2車線）[4]。
- 1980年（昭和55年） - 粟生IC - 五間堂IC間が供用開始（暫定2車線）。
- 1981年（昭和56年）12月9日 - 五間堂IC - 高堂IC間が供用開始（暫定2車線）[6]。
- 1982年（昭和57年）12月15日 - 高堂IC - 大長野IC間が供用開始（暫定2車線）[1][3]、これにより金沢西バイパス全線開通[3][7][8]。
- 1988年（昭和63年）
  - 8月 - 松任市福留町 - 同市水島町間、1.2Kmが4車線化完成。
  - 12月 - 松任市水島町 - 能美郡川北町字橘間、1.0Kmが4車線化完成。
- 1989年（平成元年）8月 - 能美郡川北町橘 - 朝日IC間、1.9Kmが4車線化完成。
- 2003年（平成15年）3月24日 - 朝日IC - 大長野IC間、4.5Kmが4車線化完成[9]。これにより金沢西バイパス事業完了[9]。

## 地理

### 通過する自治体
- 石川県
  - 白山市 - 能美郡川北町 - 能美市 - 小松市 - 能美市

### 交差する道路
| 交差する道路など                               | 交差する道路など               | 交差する場所  | 交差する場所             | 交差する場所 | 備考                                                 |
| ---------------------------------------------- | ------------------------------ | ------------- | ------------------------ | ------------ | ---------------------------------------------------- |
| 金沢バイパス 国道8号・国道305号 金沢・富山方面 |                                |               |                          |              |                                                      |
|                                                | 石川県道157号松任寺井線        | 白山市        |                          | 福留西       |                                                      |
| 石川県道58号鶴来美川インター線                 | 石川県道58号鶴来美川インター線 | 白山市        | 水澄町                   |              |                                                      |
| 石川県道103号鶴来水島美川線                    | 石川県道103号鶴来水島美川線    | 白山市        | 末正                     |              |                                                      |
| 石川県道176号草深木呂場美川線                  | 石川県道176号草深木呂場美川線  | 能美郡 川北町 | 朝日IC（朝日高架橋）     | 橘南         |                                                      |
| 手取川                                         | 手取川                         | 能美郡 川北町 | 手取川大橋               | 手取川大橋   | 橋長465m                                             |
| 能美根上SIC方面                                | 辰口方面                       | 能美市        | 粟生IC（赤井高架橋）     | 粟生西       |                                                      |
| 西任田町方面                                   | 東任田町方面                   | 能美市        | 西任田IC（西任田高架橋） |              |                                                      |
| 石川県道102号根上寺井線                        | 石川県道102号根上寺井線        | 能美市        | 五間堂IC（五間堂高架橋） | 五間堂       |                                                      |
| 石川県道169号粟生小松線                        | 石川県道169号粟生小松線        | 小松市        | 高堂IC（高堂高架橋）     | 高堂         |                                                      |
| 国道305号                                      | 石川県道4号小松鶴来線          | 能美市        | 大長野IC（大長野高架橋） | 大長野西     | 分岐する国道305号は小松バイパス開通前の国道8号と同一 |
| 小松バイパス 国道8号 加賀・福井方面            |                                |               |                          |              |                                                      |

## 主要橋梁
- 手取川大橋

## 接続するバイパスの位置関係
（福井方面） - 小松バイパス - 金沢西バイパス - 金沢バイパス - （富山方面）